# Tysklands MotoGP 2005
Tysklands MotoGP 2005 kördes den 31 juli på Sachsenring.

## MotoGP

### Slutresultat
| Plats | Förare            | Märke     | Grid | Kvaltid  |
| ----- | ----------------- | --------- | ---- | -------- |
| 1     | Valentino Rossi   | Yamaha    | 4    | 1.22,973 |
| 2     | Sete Gibernau     | Honda     | 2    | 1.22,889 |
| 3     | Nicky Hayden      | Honda     | 1    | 1.22,785 |
| 4     | Max Biaggi        | Honda     | 6    | 1.23,054 |
| 5     | Alex Barros       | Honda     | 3    | 1.22,932 |
| 6     | Shinya Nakano     | Kawasaki  | 12   | 1.23,382 |
| 7     | Marco Melandri    | Honda     | 5    | 1.23,051 |
| 8     | Colin Edwards     | Yamaha    | 7    | 1.23,139 |
| 9     | Loris Capirossi   | Ducati    | 8    | 1.23,174 |
| 10    | Makoto Tamada     | Honda     | 15   | 1.23,860 |
| 11    | Kenny Roberts Jr. | Suzuki    | 9    | 1.23,212 |
| 12    | Toni Elías        | Yamaha    | 17   | 1.24,421 |
| 13    | Rubén Xaus        | Yamaha    | 18   | 1.24,605 |
| 14    | Roberto Rolfo     | Ducati    | 20   | 1.25,011 |
| 15    | Franco Battaini   | Blata     | 22   | 1.26,154 |
| 16    | Carlos Checa      | Ducati    | 11   | 1.23,341 |
| 17    | John Hopkins      | Suzuki    | 10   | 1.23,296 |
| 18    | Alex Hofmann      | Kawasaki  | 13   | 1.23,405 |
| 19    | Olivier Jacque    | Kawasaki  | 14   | 1.23,715 |
| 20    | Troy Bayliss      | Honda     | 16   | 1.23,916 |
| 21    | James Ellison     | Blata     | 19   | 1.24,988 |
| 22    | Shane Byrne       | Proton KR | 21   | 1.25,713 |